# Émile Chatelain
Émile Louis Marie Chatelain, född den 25 november 1851 i Montrouge, död den 26 november 1933 i Paris, var en fransk latinist och paleograf.
Chatelain var ledamot av École française de Rome (1876-1877), medarbetare till Denifle i Chartularium  och intendent på biblioteket vid Sorbonne. Han skrev kataloger över manuskript och inkunabler  och blev studierektor vid École des Pratique Hautes Etudes. Han valdes till ledamot av Académie des inscriptions et belles-lettres 1903. Chatelain låg bakom nyutgivningen av Quicherats och Daveluys fransk-latinska ordbok.